# مجزرة بالانجيجا
يقصد بمجزرة بالانجيجا المجزرة التي قامت خلالها عناصر القوات المسلحة الأمريكية بقتل الآلاف من الفلبينيين غالبيتهم من المدنيين وذلك ابتداء من أواخر شهر سبتمبر من العام 1901 م ولغاية شهر مارس من العام 1902 م وذلك خلال الحرب الفلبينية الأمريكية في بلدة بالانجيجا، في جزيرة سامار، إحدى جزر الفلبين، وكانت هذه المجازر بإيعاز من الجنرال الأمريكي جاكوب إتش. سميث الذي أمر قواته بقتل كل فلبيني يبلغ من العمر أكثر من عشر سنوات، كرد انتقامي من الجيش الأمريكي لقيام الفلبينيين بنصب كمين وبالهجوم على قوات الجيش الأمريكي وقتلهم لخمسين جندي منهم بالقرب من بالانجيجا.
ويعتبر الكمين الفلبيني وما تلاه من تدابير قتل انتقامية من قبل القوات المسلحة الأمريكية للمدنيين، من أطول وأكثر القضايا التي نوقشت بين الولايات المتحدة الأمريكية والفلبين والتي ما تزال عالقة إلى اليوم بسبب أجراس كنيسة بالانجيجا الثلاث والتي استحوذت عليها القوات المسلحة الأمريكية وترفض إعادتها للفلبين.

## التسمية
تختلف تسمية الأحداث السابقة بحسب الجهة التي تتناولها بالحديث فهي:
- مذبحة بالانجيجا بالنسبة للفلبين بسبب القتل بالآلاف والذي مارسه الأمريكان ضد الفلبينيين المدنيين.
- قضية بالانجيجا بالنسبة للولايات المتحدة الأمريكية بحجة أن عمليات القتل كانت ردا طبيعيا من الأمريكان على حادثة الـ 50 جنديا.

## الأحداث

### تمهيد
- الحرب الفلبينية الأمريكية: هي حرب امتدت من عام 1899 م لغاية العام 1902 م.
- جزيرة سامار: إحدى جزر الفلبين، تابعة لبيسايا وهي مقسمة إداريا لثلاث أقسام، القسم الشمالي، القسم الجنوبي، والقسم الشرقي.
- بلدة بالانجيجا: هي ثالث أكبر بلدة من بلدات جزيرة سامار –القسم الشرقي - تقع على الشاطئ الجنوبي للجزيرة.
- الفوج التاسع لمشاة الجيش الأمريكي الجناح سي.: هو الفوج الذي رسا على شواطئ جزيرة سامار الفلبينية بالقرب من بلدة بالانجيجا.
- توماس دبليو كونيل: هو الكابتن الأمريكي الذي استلم قيادة الفوج التاسع لمشاة الجيش الأمريكي الجناح سي. في بلدة بالانجيجا
- جاكوب إتش سميث: هو الجنرال الأمريكي الذي استلم قيادة الفوج بعد موت توماس دبليو كونيل وهو المسؤول عن المجازر التي حدثت في بالانجيجا سُمي لاحقا بجاكوب البرية العّواء سميث [2] ، نسبة إلى أوامره التي تمنى فيها تحويل بلدة بالانجيجا إلى برية عوّاء
- ليتيلتون والر: المايجور الأمريكي الذي استلم مهمة تطهير الجزيرة من السكان الثوار والمتمردين بمساعدة عناصر كتيبة المارينز الأمريكي رقم 315.
- فسينت لوكبان: الجنرال الفلبيني الذي كان مسؤولا عن جزيرة سامار بأمر من جمهورية الفلبين الأولى.
- فاليريانو أبانادور: رئيس مركز الشرطة الفلبينية في بلدة بالانجيجا.
- أويغينيو دازا: الكابتن الفلبيني وهو أحد قادة الجنرال الفلبيني فسينت لوكبان.
- الأمر العام رقم 100: هو أمر صادر منذ العام 1863 م عن الرئيس الأمريكي أبراهام لينكون يسمح لعناصر القوات المسلحة الأمريكية بارتكاب الأعمال الوحشية واستخدام العنف ضد المدنيين في حال أنهم قاوموا وتصرفوا كجنود حتى وإن لم يكونوا عسكريين، أو في حال نصبهم لكمين ضد القوات المسلحة الأمريكية أو قاموا بالتخطيط له أو كانت لديهم مجرد النية بالتخطيط له.

### وصول الأمريكان للجزيرة
بتاريخ 11 أغسطس 1901 وصل الفوج التاسع لمشاة الجيش الأمريكي الجناح سي. بلدة بالانجيجا الواقعة في الناحية الجنوبية لشواطئ جزيرة سامار، القسم الشرقي وكانت مهمته تتجلى بإغلاق الميناء البحري منعا لوصول الإمدادات والمؤن لقوات الجيش الفلبيني في المناطق الداخلية.
وقبيل وصوله قام فسينت لوكبان، الجنرال الفلبيني الذي كان مسؤولا عن جزيرة سامار بتوصية وجهاء وأعضاء بلدة بالانجيجا بأن يتعاملوا مع قوات الجيش الأمريكي القادمة بكل ود ومحبة، إلى أن بأمن الجيش الأمريكي سكان القرية وتواجده في البلدة، وذلك ريثما تأتي الفرصة المناسبة لتوجيه ضربة قوية للأمريكان.
وهكذا سارت الأمور والأحداث بشكل سلس وطبيعي فقد قام عمدة البلدة بتنفيذ طلبات وأوامر الجيش الأمريكي واستطاع سكان البلدة كسب ثقة الجنود الأمريكيين ولم يكن يتخلل هذا الجو الودي والمريح بين الفلبينيين والأمريكيين إلا بعض الخلافات الصغيرة والناتجة عن اختلاف طريقة عيش وثقافة كل من الطرفين، مما أعطى الأمر مصداقية أكبر بأن سكان البلدة مرحبين بالتواجد الأمريكي، لاحقا قدم إلى البلدة الكابتن توماس دبليو كونيل وتولى مهمة إدارة القوات الأمريكية المعسكرة.

### بداية التوترات
بعد قدوم الكابتن الأمريكي توماس دبليو كونيل البلدة بقليل لاحظ توماس أن الأراضي المجاورة للبلدة يمكن أن تكون مسلكا لتهريب المواد والمؤن للجيش الفلبيني مما جعله يقدم على جمع رجال البلدة والطلب منهم بأن يقوموا بتنظيف الأراضي والأماكن المجاورة ولم النفايات منها وتخليصها من الحيوانات النافقة بها وذلك بسبب قدوم أحد المفتشين ليتفقد أوضاع القوات والبلدة وأيضا منعا لانتشار وتفشي الأمراض إلا أن السكان ماطلوا بتنفيذ الأوامر الصادرة وذلك لأنها كانت تتعارض مع الأوامر التي سبق لفسينت لوكبان الجنرال الفلبيني بأن أصدرها لسكان البلدة.
وقد أغضبت مماطلة السكان هذه الكابتن الأمريكي توماس دبليو كونيل وأدت إلى بعض المشاحنات بين السكان والأمريكيين.

### الكمين

#### التجهيز
إثر هذه الحادثة قام أحد قادة الجنرال الفلبيني فسينت لوكبان الكابتن أويغينيو دازا بالالتقاء برئيس مركز الشرطة الفلبينية في بلدة بالانجيجا فاليريانو أبانادور حيث قاموا بالتخطيط لتوجيه ضربة قوية للقوات الأمريكية وقرروا بأن ينصبوا لهم كمينا وبالفعل سارع فاليريانو أبانادور مع وجهاء وأعضاء القرية وسكانها بتهيئة الكمين.
وهكذا قرر السكان التحضير لاحتفال محلي تقليدي كبير، زينوا فيه القرية وحضّروا فيه الكثير من المشروب الفلبيني التقليدي والكؤوس التقليدية وذلك ليضمنوا بأن تكون عناصر قوات الجيش الأمريكي في حالة سكر في اليوم التالي وقد جاء هذا الاحتفال مناسبا لأمر قدوم المفتش الأمريكي لأنه سيؤدي إلى تزين وتجميل القرية مما جعل الكابتن الأمريكي توماس دبليو كونيل لا يعارض إقامته، وبعد أن تم التجهيز للأمر قام الرجال بإرسال نسائهم وأطفالهم بعيدا عن القرية، وأقاموا الاحتفال بمشاركة الجنود الأمريكيين.

#### الهجوم
وفي صباح اليوم التالي للاحتفال بتاريخ 28 سبتمبر 1901 قامت مجموعة من رجال القرية بالتنكر بأزياء نسائية وتوجهوا إلى كنيسة البلدة حاملين معهم أكفانا كانت تحتوي على أسلحة بيضاء من فؤوس وسواطير وسكاكين، وادعوا بأنهم مجموعة من النادبات الحزينات على موت أطفالهن بداء الكوليرا وجاء هذا الأمر خدمة لأمرين أولا تهريب الأسلحة لمفاجأة الجنود الأمريكيين وثانيا تغطيةً لغياب نساء القرية.
بعد أن وصل الرجال الكنيسة بدؤوا بالتسلح بأسلحتهم وتسللوا إلى مكان تواجد الجنود الذين كانوا يتناولون فطورهم واستطاعوا قتل الحراس المسلحين منهم، ومن ثم قام فاليريانو أبانادور رئيس مركز الشرطة بإطلاق إشارة البدء بالهجوم، وهكذا هب 200 من رجال البلدة وانقضوا على الجنود الذين كانوا يتناولون فطورهم وهم عزّل من أسلحتهم النارية خاصة وأنهم ما كانوا ليتوقعوا مثل هذا الهجوم من سكان البلدة الودودين، استطاع الرجال قتل وجرح الكثير من الجنود قبل أن يستطيعوا الوصول إلى بنادقهم ليدافعوا عن أنفسهم كما استطاع عدد آخر من الرجال قتل الكابتن الأمريكي توماس دبليو كونيل والذي حاول التصدي لهم ولكن دون جدوى.
تمكن بعض الجنود الأمريكيين من الوصول لأسلحتهم وقاموا بالتصدي للمهاجمين وإطلاق النار عليهم وبدؤوا بالتراجع والتوجه إلى قارب نقل البريد التابع للمعسكر واستطاعوا في النهاية الفرار من أيدي سكان البلدة، بعد الحادثة قام سكان البلدة بدفن موتاهم وهجر البلدة.

#### النتائج

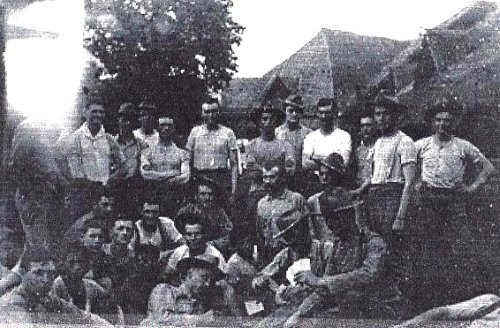
عناصر الجناح سي. من فوج المشاة التاسع مع فاليرينو أبانادور (الشخص السادس من اليمين)، بالانجيجا

وقد أسفر الكمين عن خسائر في كلا الصفيين وهناك عدة روايات عن إحصائيات الكمين، ففي الصف الأمريكي:
- من أصل 78 جنديا تم قتل أو فقدان 54 جنديا، 20 جنديا أصيبوا بإصابات بالغة وجروح كبيرة جدا، 4 فقط استطاعوا النجاة سالمين من الكمين بحسب إحدى الروايات [3]
- (أو) من أصل 74 جنديا تم قتل 36 جنديا، 4 مفقودين، 30 جنديا أصيبوا بإصابات بالغة وجروح كبيرة جدا مات منهم 8 فيما بعد، 4 فقط استطاعوا النجاة سالمين من الكمين بحسب رواية ثانية.[4]

أما في الصف الفلبيني فقد غنم المهاجمون 100 بندقية و 25.000 رصاصة بينما خسائرهم كانت:
- من عشرين إلى خمس وعشرين رجلا ماتوا بحسب الرواية الأولى [3]
- (أو) 28 رجلا ماتوا و 22 رجلا عانوا من الإصابات بحسب الرواية الثانية.[4]

#### صدى الكمين
سببت هذه الحادثة ضربة موجعة للقوات الأمريكية وصدمة للشعب الأمريكي ووصفتها الجرائد الأمريكية بأنها أسوء هزائم الجيش الأمريكي منذ هزيمة عام 1876 م في معركة ليتل بيغهورن أما الفلبينيين فقد اعتبروا الحادثة عملا بطوليا من أشجع الأعمال طيلة فترة الحرب الفلبينية الأمريكية.

## الرد الأمريكي

### مقدمات الرد الأمريكي
لدى وصول خبر الكمين إلى مسامع الأمريكيين قام قائد الجناح دي. للفوج التاسع لمشاة الجيش الأمريكي بتفقد مكان الحادثة والبلدة المهجورة وقامت عناصره بدفن الموتى من الجنود الأمريكيين.
تولى الجنرال الأمريكي جاكوب إتش سميث مهمة الرد الأمريكي على الكمين الذي نصبه الفلبينيين وقام بدوره بتعيين المايجور الأمريكي ليتيلتون والر ليستلم مهمة تطهير الجزيرة من السكان الثوار والمتمردين وذلك باستخدام عناصر كتيبة المارينز الأمريكي رقم 315 وأعطاه الإيعاز التالي:
«لا أريد أسرى وإنما أريد منك القتل والحرق، وكلما أكثرت من القتل والحرق كلما كان ذلك أفضل.... أريد منك تحويل المناطق الداخلية لجزيرة سامار إلى برية عوّاء... اقتل كل فلبيني يبلغ من العمر أكثر من عشر سنوات...»
كما أمره باعتبار كل الفلبينيين أعداء ومعاملتهم بما تم التوصية به ويجب أن يبقى الأمر هكذا تجاههم إلى أن تظهر الإشارات والبوادر الحقيقة بأنهم أصبحوا متعاونين بشكل جاد مع الأمريكيين أي بأن يبدؤوا فعلا بإعطاء وتزويد الأمريكان بالمعلومات التي يحتاجونها عن الثوار والمتمردين وعن أماكن تواجدهم وطرق انتقالهم ونقلهم للأسلحة والإمدادات وقد تم تبرير هذه السياسة الوحشية في التعامل مع الأمر بناء على الأمر العام رقم 100 من العام 1863 الصادر عن الرئيس الأمريكي أبراهام لينكون والذي يسمح بارتكاب الأعمال الوحشية واستخدام العنف ضد المدنيين طالما أنهم يتصرفون كجنود حتى وإن لم يكونوا عسكريين، أو في حال قيامهم بنصب كمين ضد القوات الأمريكية أو التخطيط له أو حتى النية بالتخطيط له.

### مجريات الرد الأمريكي

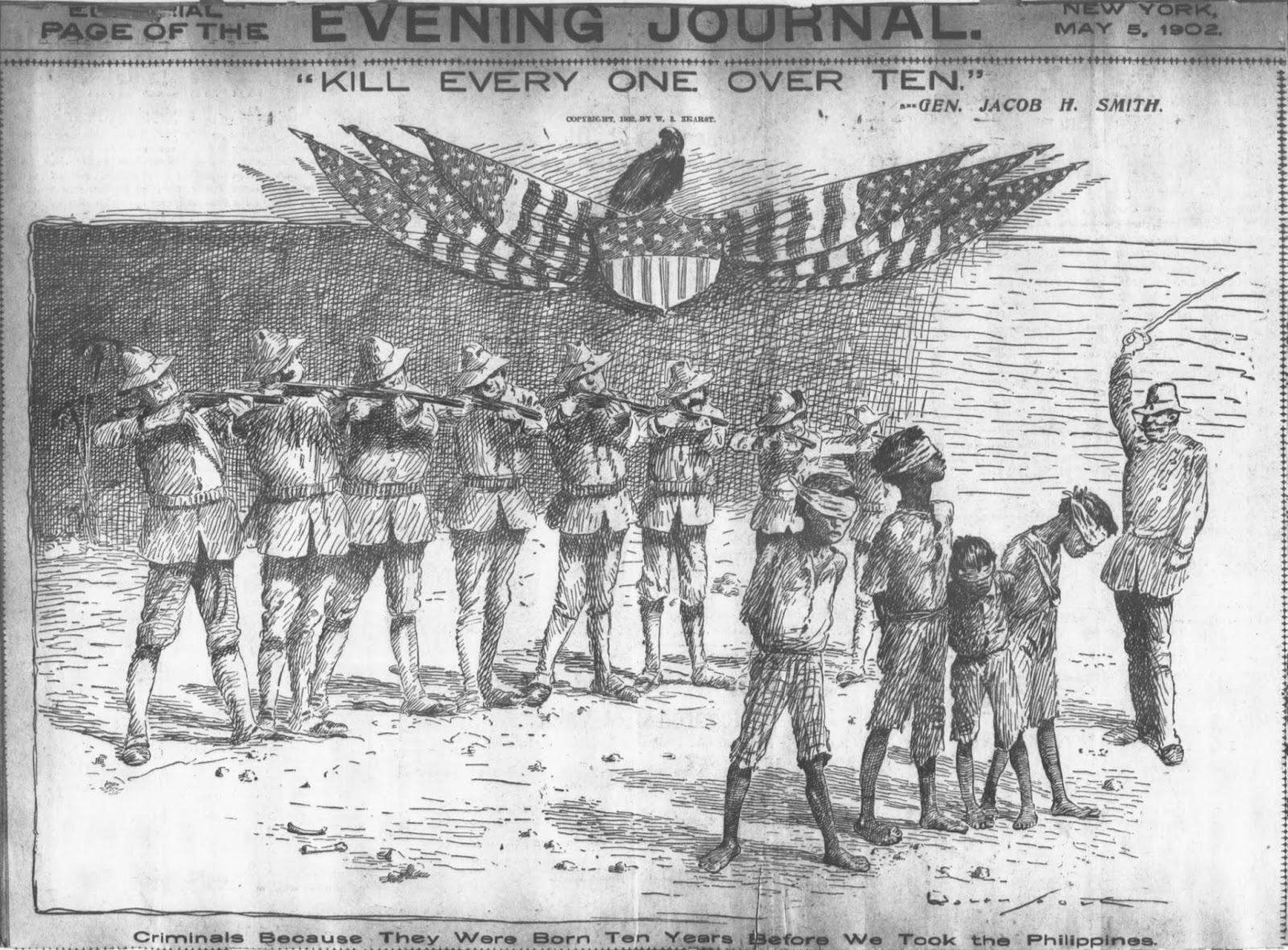
مقولة جاكوب سميث الشهيرة "اقتل كل من يبلغ عمره أكثر من 10 سنوات"، صورة من نيويورك جورنال، 5 مايو 1902

بدأ الرد الأمريكي بالبداية بقطع جميع طرق التجارة والملاحة البحرية للجزيرة تماما وذلك بغية الضغط على سكان الجزيرة عن طريق تجويعهم وحرمانهم من الإمدادات والمواد الضرورية لينتهي بهم المطاف إلى الاستلام وإبداء التعاون تجاه الأمريكيين ومساعدته في القبض على المتمردين، ومن ثم قاموا بإرسال القوات وعناصر المارينز ليقوموا بتنفيذ أوامر الكابتن جاكوب إتش سميث الذي لقب بجاكوب البرية العّواء سميث وعملوا على حرق المنازل والبيوت وقتل المدنيين الفلبينيين الذين تبلغ أعمارهم أكثر من 10 سنوات، كما ذبحوا المواشي والأغنام وقاموا بقتل حيوانات الجزيرة وتدمير حقولها الزراعية.
بالنسبة لعدد الفلبينيين المدنيين الذين أقدمت القوات الأمريكية على قتلهم فهو لم يعرف ولن يعرف أبدا، ولكن دراسة تاريخية متعمقة لأحد الكتاب الإنكليز في التسعينيات من القرن العشرين أفادت بأن العدد يتراوح ما بين 2500 – 3000 مدنيا بينما يفيد المؤرخون التاريخيون الفلبينيون بأن العدد يزيد عن 50.000 مدنيا.

## المحاكمات
تم تقديم كل من جاكوب إتش. سميث وليتلتون والر للمحاكمة وواجها المجالس العسكرية الأمريكية  بسبب تعاملهما القاسي مع الفلبينيين المدنيين.
واجه ليتلتون والر أيضا تهمة بقتل 12 من القادة الفلبينيين وتمت تبرئته حيث وُجد غير مذنب بهذه التهمة.
أما جاكوب فقد وُجد مذنبا بالتهمة الموجهة إليه وتم توبيخه كما أجبر على التقاعد.
كان هناك ضابط ثالث هو الكابتن إدوين جلين تم تقديمه إلى المحاكمة بتهمة تعذيب الفلبينيين ووُجد مذنبا.

## معرض صور

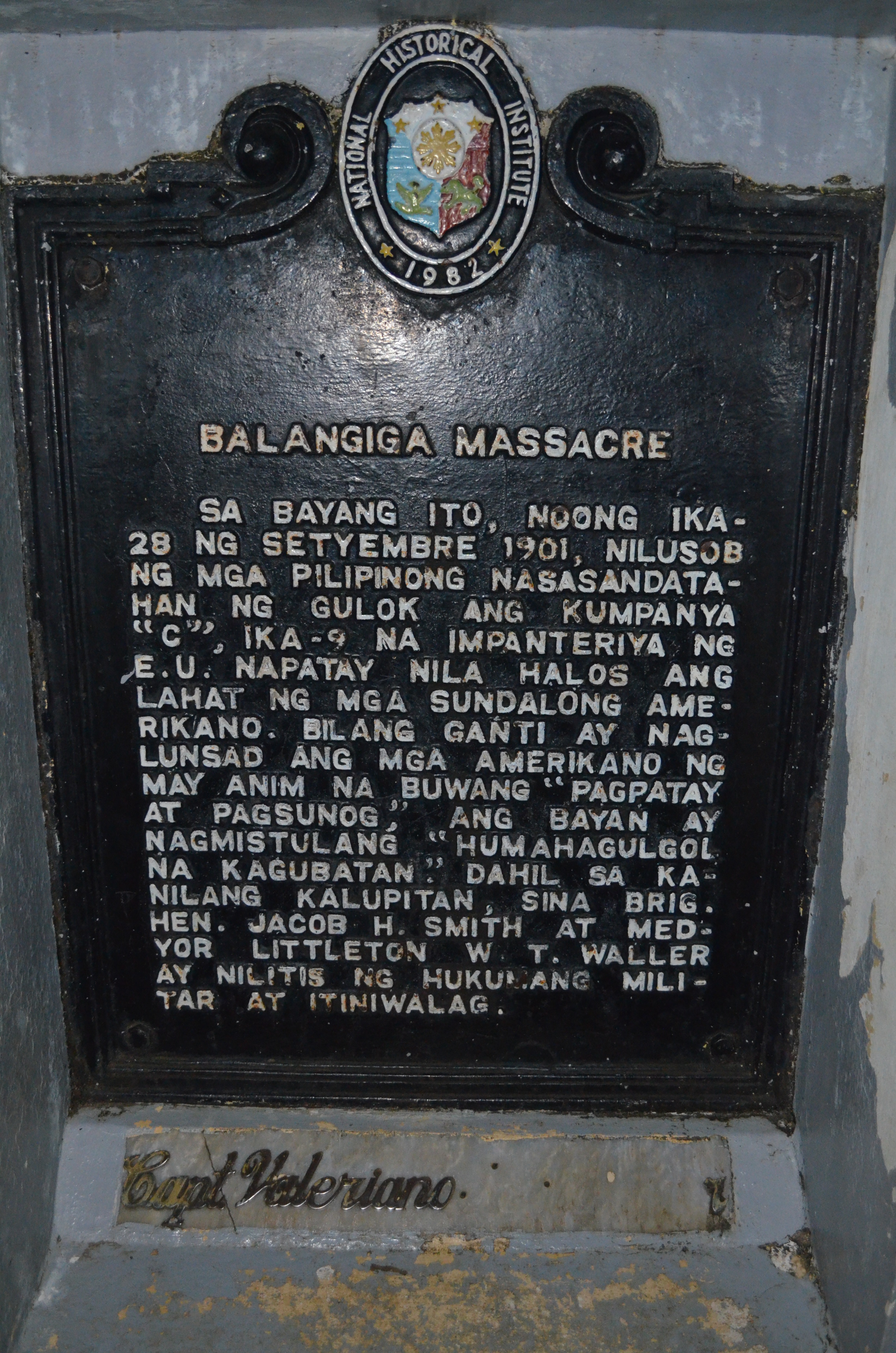
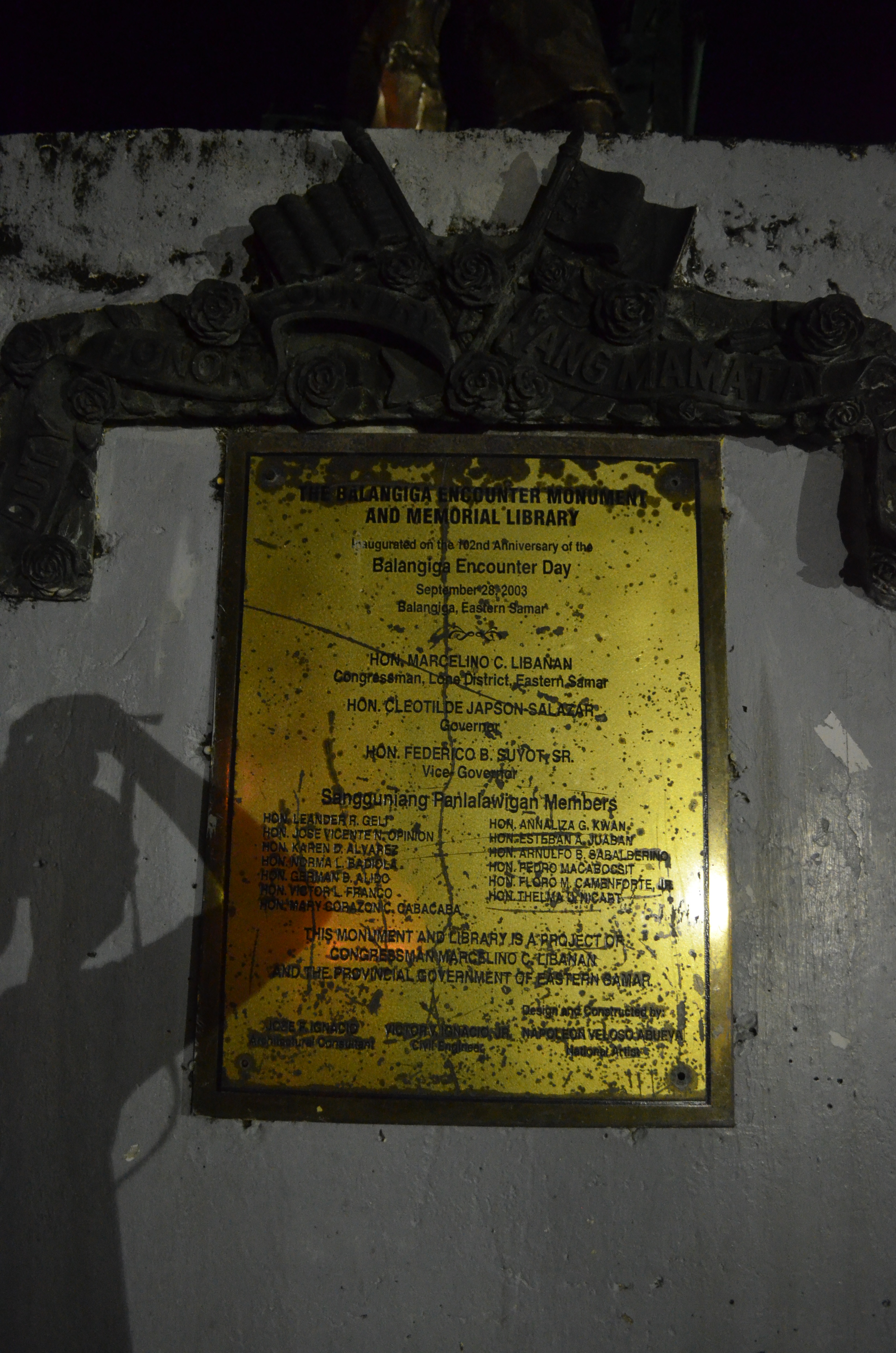
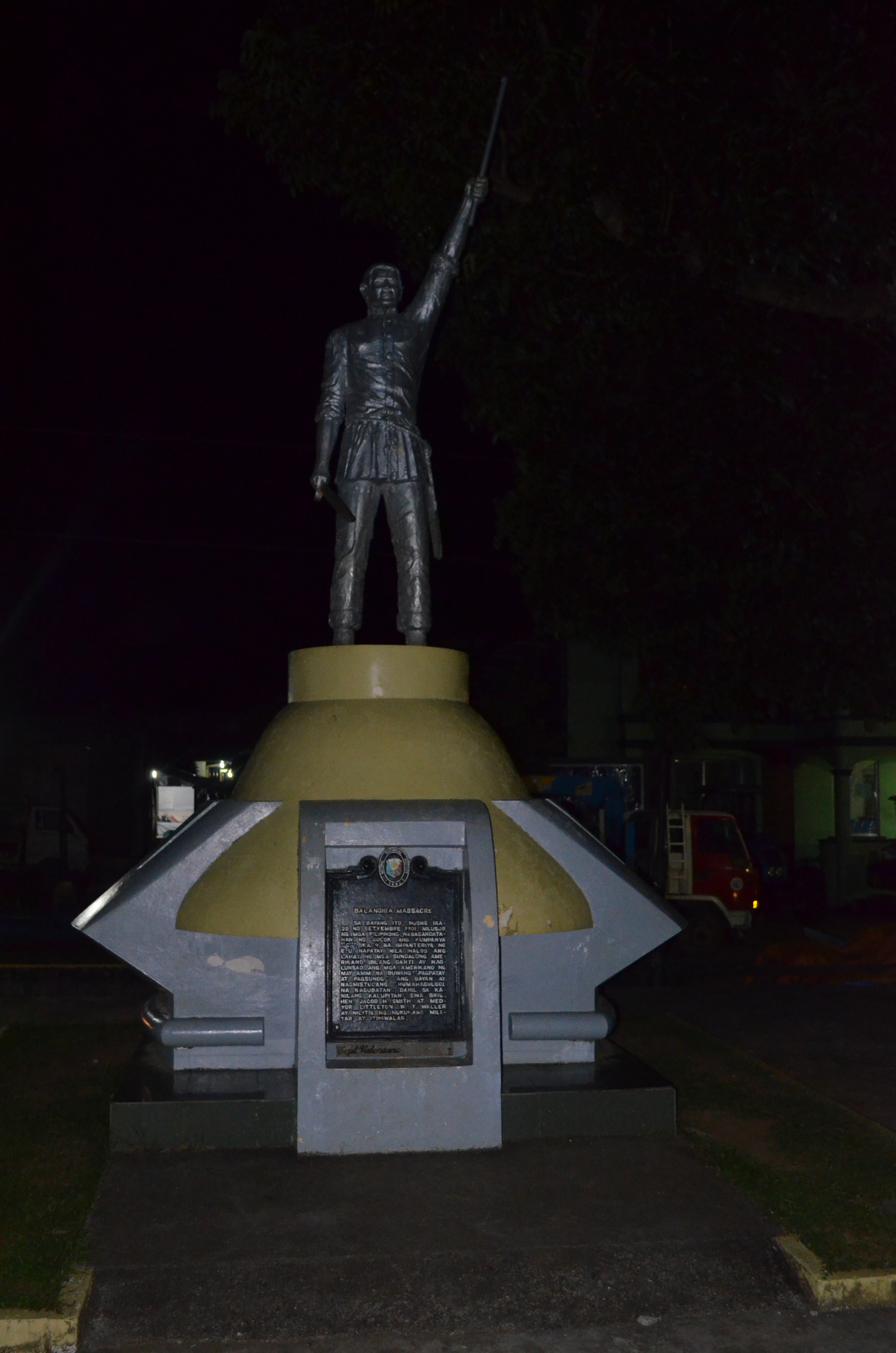
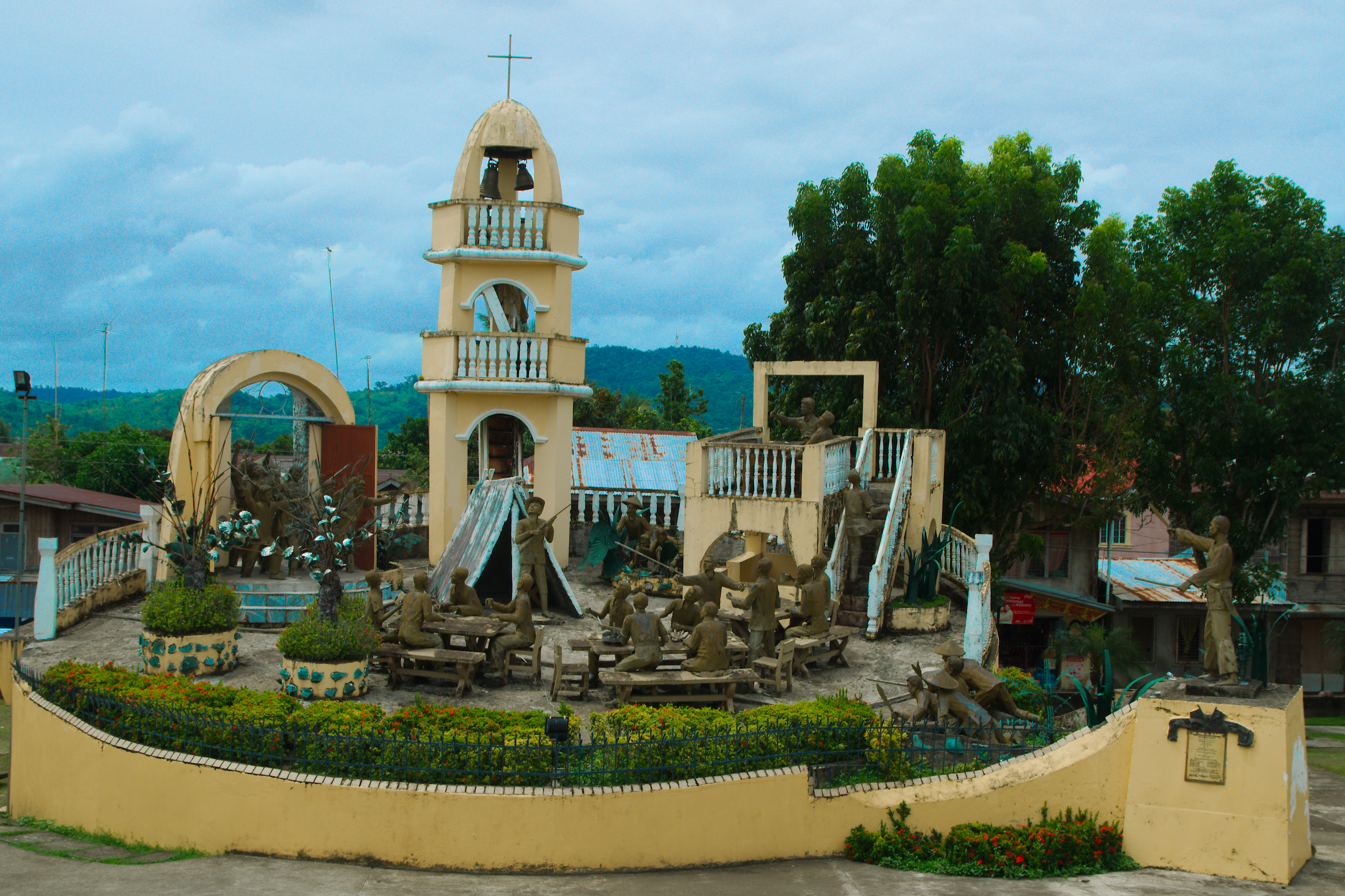